# Conomitrium caripense
Conomitrium caripense là một loài Rêu trong họ Fissidentaceae. Loài này được Hampe & Müll. Hal. mô tả khoa học đầu tiên năm 1874.